# Paul Berg (snowboard)
Pour les articles homonymes, voir Paul Berg et Berg.
Paul Berg, né le 26 septembre 1991 à Bergisch Gladbach, est un snowboardeur allemand spécialiste de snowboardcross.
Son frère Luca concourt également au niveau international en snowboard.

## Carrière
En 2014, il participe au cross des Jeux olympiques de Sotchi, arrivant jusqu'en quarts de finale. Un mois plus tard, il remporte sa première victoire de Coupe du monde à La Molina, lui permettant de terminer deuxième au classement en cross.

## Palmarès
- Jeux olympiques d'hiver
  - Sotchi 2014 : 13e en snowboarcross

- Coupe du monde
  - Meilleur classement en snowboardcorss : 2e en 2014
  - 1 podium dont 1 victoire